# In (album)
In  je studijski album Aleksandra Mežka, ki je izšel leta 2010 pri založbi Dallas Records. Album vsebuje dvanajst skladb, od tega pet skladb v angleščini in sedem v slovenščini.

## Seznam skladb
Avtor vseh skladb je Aleksander Mežek.
1. »Dan se začenja«
2. »Rima«
3. »Svetle kaplje«
4. »Uganka«
5. »Osamljena senca«
6. »I don't know«
7. »Oposite direction«
8. »Far from Slovenia«
9. »Kako lahko«
10. »Dance on«
11. »Ko boš prišla na Bled«
12. »Last night«
13. »Mož prisege«

## Zasedba
- Aleksander Mežek – vokal, akustična kitara
- Simon Johnson – akustična kitara, električna kitara, mandolina, bas kitara
- Steve Smith – klaviature
- Duncan Thompson – bobni, tolkala, kontrabas